# 硒酸镓
硒酸镓是一种无机化合物，化学式为Ga2(SeO4)3。

## 制备
硒酸镓由硒酸和氢氧化镓反应得到：
2 Ga(OH)3 + 3 H2SeO4 → Ga2(SeO4)3 + 6 H2O